# Німецький інститут Тайбей
25°2′1″ пн. ш. 121°33′52″ сх. д. / 25.03361° пн. ш. 121.56444° сх. д.
Німецький інститут Тайбей (нім . Deutsches Institut Taipei); (кит.: 德國在台協會) — закордонне представництво Німеччини на Тайвані, яке сприяє розвитку недипломатичних німецько-тайванських відносин і піклується про інтереси Німеччини там. Завдання установи включають розширення двостороннього співробітництва (особливо у сфері культури та економіки), вирішення консульських питань, таких як віза чи паспорт, надання різноманітних послуг для громадян Німеччини на Тайвані та пов'язаних з Німеччиною інформацію тайванцям. У деяких випадках він підтримує контакти з урядом Тайваню від імені Федеративної Республіки Німеччина, діючи як фактичне посольство. Справами інституту керує генеральний директор (нім. Generaldirektor), який виконує функції представника Німеччини на Тайвані.
Його аналогом у Німеччині є Тайбейське представництво у Федеративній Республіці Німеччина в Берліні.

## Список генеральних директорів
| Немає. | Фото | Ім'я            | Володіння   |
| ------ | ---- | --------------- | ----------- |
| 0 1    |      | Klaus Rupprecht | 2000 — 2002 |
| 0 2    |      | Ulrich Dreesen  | 2002 — 2005 |
| 0 3    |      | Детлеф Болдт    | 2005 — 2008 |
| 0 4    |      | Біргіт Орі      | 2008 — 2011 |
| 0 5    |      | Майкл Зікерік   | 2011 — 2014 |
| 0 6    |      | Мартін Ебертс   | 2014 — 2018 |
| 0 7    |      | Томас Принц     | 2018 –2021  |
| 0 8    |      | Jörg Polster    | 2021 —      |

## Список заступників генерального директора
| Немає. | Фото | Ім'я                  | Володіння |
| ------ | ---- | --------------------- | --------- |
|        |      | Йорг Полстер          | 2000-ті   |
|        |      | Гельмут Людерс        | 2003-2006 |
|        |      | Піт Келер             | ? -2010   |
|        |      | Мірко Круппа          | 2010-2014 |
|        |      | Сабріна Шмідт-Кошелла | 2014-2020 |
|        |      | Дагмар Трауб-Еванс    | 2020-     |